# Gaius Baltar

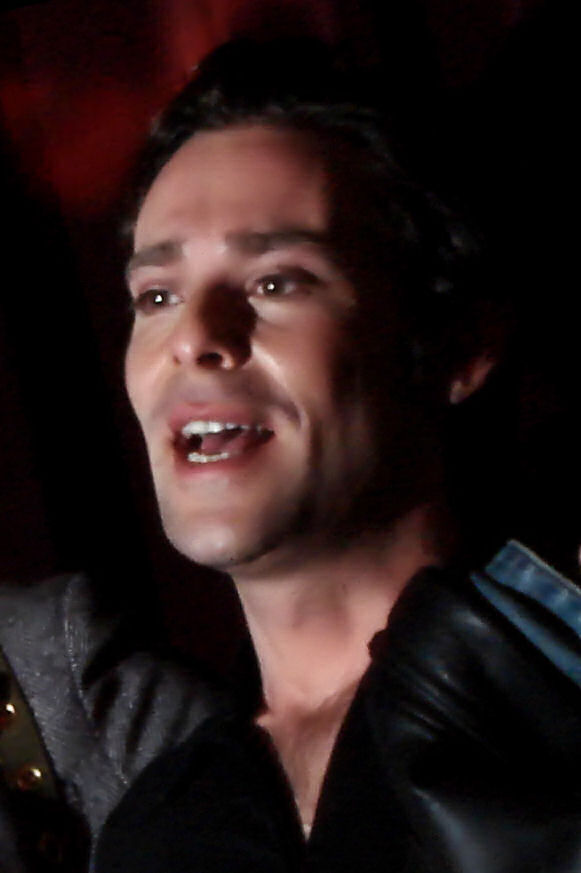
Gaius Baltar, gespeeld door James Callis

Doctor Gaius Baltar is een personage uit de herwerkte televisieserie Battlestar Galactica. De rol werd vertolkt door acteur James Callis.

## Biografie
Gaius Baltar groeide op op Aerilon, een van de twaalf kolonies van Kobol, voornamelijk een kolonie van landbouwers. Baltar had een afkeer van zijn afkomst en vanaf de leeftijd van tien jaar leerde hij zichzelf praten zonder het dialect van zijn geboorteplaats. Hij verliet uiteindelijk Aerilon en werd wetenschapper op Caprica waar hij aan de slag ging op het Ministerie van Defensie als softwareontwikkelaar.

### De aanval op de twaalf kolonies
Baltar had een relatie met Caprica Six. Net voor de aanval van de Cylons op de twaalf kolonies bekende ze dat ze een Cylon is. Ze had Baltar geholpen met het schrijven van de software die de planeten moesten beveiligen en had van de gelegenheid gebruikgemaakt om de informatie door te geven aan haar collega-Cylons. Op die manier konden de Cylons de twaalf planeten aanvallen met een blitzkrieg nadat ze met de verkregen informatie het hele defensiesysteem hadden uitgeschakeld. Toen de aanval plaatsvond stortte Caprica Six zich bovenop Baltar en redde zo zijn leven. Niet veel later arriveerde Boomer en Karl Agathon in een raptor op Caprica om met het kleine transportschip enkele mensen te komen redden. Agathon, die uit de mensenmassa Baltar herkende, gaf zijn plaats af aan Baltar omdat hij Baltars leven meer waard vond dan het zijne. Baltar arriveerde op de Colonial One, het schip van president Laura Roslin. Hij verzweeg zijn aandeel in het falen van het defensiesysteem.

### Battlestar Galactica
Op vraag van William Adama en Laura Roslin gaat hij aan de slag op de Battlestar Galactica in een poging om een Cylon-detector te ontwikkelen. Vanaf de aanval op de twaalf kolonies kreeg hij regelmatig visioenen van Caprica Six. De virtuele six is erg manipulatief en tracht Baltar ervan te overtuigen dat zijn redding een plan van God was. Baltar, die niet in Goden of een God gelooft, vermoedt dat de Cylons een chip in zijn brein hebben ingeplant en laat MRI-scan uitvoeren maar er wordt niets gevonden.
Wat later vertelt de virtuele six hem dat een Cylon een apparaatje geplaatst heeft op de brug van de Galactica en ze vertelt erbij dat ze niet weet wie het geplaatst heeft. Baltar herkent het apparaat, want Caprica Six had er net zo een op Caprica herinnert hij zich, maar kan er niets van zeggen zonder zichzelf te verraden. Dan bedenkt hij een plan. Hij vertelt dat hij in het geheim DNA stalen heeft verzameld en wijst Aaron Doral aan als Cylon, evenwel lukraak omdat zijn Cylon-detector nog niet op punt staat. Later lukt het hem wel om de detector op punt te stellen maar het onderzoek gaat erg traag. Toen Boomer zich meldde om de test te ondergaan was het voor hem duidelijk dat ze een Cylon was, hij verzweeg het voor haar.
Op een dag wordt William Adama geïnformeerd door een vrouw die zich Shelly Godfrey noemt dat Baltar mede verantwoordelijk is voor de destructie van de twaalf kolonies. Wanneer Baltar met de beschuldigingen geconfronteerd wordt, ontkent hij alles, maar Godfrey, een Number Six heeft bewijsmateriaal, een foto op een disc van Baltar met springstof in zijn handen voor het gebouw van het Ministerie van Defensie op Caprica. Hij wordt gearresteerd en riskeert ter dood gebracht te worden wegens hoogverraad. Na enkele dagen in de cel doorgebracht te hebben, belooft hij aan God dat wanneer hij gered zou worden hij vanaf nu alles zou doen om zijn wil te volgen. Net daarna ontdekt Felix Gaeta dat de foto een vervalsing is. Baltar wordt vrijgelaten, Shelly Godfrey wordt opgespoord maar is van het schip verdwenen.
Toen het er naar uitzag dat Tom Zarek zou verkozen worden als vicepresident tegen de zin van president Laura Roslin, vroeg ze aan Baltar om zich kandidaat te stellen. Ze had de idee dat Baltar populair genoeg zou zijn om Zarek te verslaan. Uiteindelijk haalt Baltar het en wordt hij vicepresident. Tijdens deze periode redt hij Laura Roslin die aan terminale kanker leed met behulp van stamcelonderzoek op de ongeboren hybride Cylon-mens baby van Sharon Agathon.

### Presidentschap
Tijdens de presidentsverkiezingen besluit Baltar zich kandidaat te stellen voor het presidentschap. Aanvankelijk lijkt hij weinig kans te maken tegen Laura Roslin, maar dan wordt er onverwacht een bewoonbare planeet gevonden. Roslin is gekant tegen het permanent vestigen op deze planeet, maar Baltar die dat eigenlijk ook niet echt wil, belooft de mensen dat wanneer hij verkozen wordt dat de mensen zich zullen vestigen op deze nieuwe planeet. Roslin vreest dat ze daardoor gaat verliezen en vervalst de verkiezingen, maar de fraude komt aan het licht en Baltar wordt de nieuwe president.
De mensen vestigen zich op de nieuwe planeet die New Caprica gaat heten. Baltars presidentschap is niet meteen een succes. De mensen leven onder moeilijke omstandigheden en er zijn vele tekorten. Toen er een staking dreigde onder leiding van Galen Tyrol dreigde Baltar deze laatste te laten opsluiten in de gevangenis. Na een jaar ontdekten de Cylons de planeet en werd Baltar verplicht om zich over te geven. Later tekende hij, met een pistool tegen zijn hoofd gehouden door een Cylon, een executiebevel voor honderden mensen uit het verzet tegen de Cylons en werd hij beschuldigd van collaboratie.

### Cylonschip
Nadat de bemanning die op de Battlestar Galactica en de Battlestar Pegasus achtergebleven was New Caprica bevrijd had, verliet Baltar de planeet met Caprica Six, waarna ze terechtkomen op een Cylonschip. Daar krijgt hij te horen dat de Cylons besloten hebben dat hij verder mag blijven leven. Hij wordt gefolterd door een Number Three en krijgt later met haar en Caprica Six een driehoeksverhouding. Gaandeweg trekt hij meer op met Number Three, die uit wil zoeken wie de final five zijn, de laatste vijf onbekende Cylons. Omdat Baltar vermoedt dat hij zelf weleens een Cylon zou kunnen zijn, gaat hij mee met Number Three naar een oude ruïne van een tempel waar ze gelooft het antwoord op haar vraag te kunnen vinden. Daar aangekomen ziet de Number Three de vijf gestaltes van de laatste Cylons en valt neer en sterft om weer gereïncarneerd te worden op een Cylonschip. Baltar gaat op de plaats staan waar Number Three stond in de hoop de vijf Cylons te kunnen zien, maar wordt dan neergeslagen door Galen Tyrol. Baltar wordt meegenomen naar de Galactica en opgesloten in een cel.

### Rechtszaak
Laura Roslin, die inmiddels weer president is geworden twijfelt of ze Baltar meteen uit een luchtsluis zal laten gooien maar besluit dan om Baltar een proces te geven. Eerst wordt hij door William Adama nog onderworpen aan waterboarding in de hoop informatie over de Cylons los te krijgen. Zijn eerste advocaat wordt vermoord bij de explosie van een gesaboteerd transportschip, zijn tweede advocaat, Romo Lampkin overkwam bijna hetzelfde lot, maar overleefde de poging. Lee Adama besluit Lampkin te helpen en sluit zich aan als advocaat bij de verdediging van Baltar. Tijdens de getuigenis van Laura Roslin vraagt Adama haar of ze medicatie neemt, hij weet immers dat haar kanker terug is en het gebruik van zware medicatie kan haar getuigenis in diskrediet brengen. Ze kan niet anders dan het toe te geven. Baltar wordt door de vijf rechters met drie stemmen tegen twee vrijgesproken. William Adama, een van de rechters sprak zich uit in het voordeel van Baltar.

### Sekteleider
Na zijn vrijlating vraagt Baltar aan zijn advocaten om hem verder te helpen, maar die laten hem weten dat hun werk erop zit. Dan wordt hij opgevangen door een groepje voornamelijk jonge vrouwen. Ze leven samen op een ongebruikte plaats op Galactica en zij geloven dat Baltar een messiaanse figuur is die hen de weg kan wijzen. Baltar start met het preken van een monotheïstisch geloof in tegenstelling tot het polytheïsme dat gangbaar is voor de mensen van de twaalf kolonies. Wanneer er spanningen ontstaan tussen de twee geloofsovertuigingen grijpt Roslin in en verbiedt ze samenscholingen. Wanneer dat tot een confrontatie leidt met de ordetroepen wordt Baltar voor de ogen van zijn volgelingen in elkaar geslagen door de troepen. Lee Adama grijpt in en de vrijheden worden weer hersteld.

### Op weg naar de Aarde
Wanneer er een verbond wordt gesloten met de rebellerende Cylons vraagt Roslin aan Baltar om haar te vergezellen naar het Cylonschip. Ze had net als Caprica Six en Athena terugkerende visioenen gehad over Baltar die met Caprica Six en een baby door een operahuis lopen en hoopte op het schip antwoorden te vinden wat de visioenen zouden kunnen betekenen. Wanneer ze proberen te communiceren met de Cylon hybride, laat die het schip weg jumpen, keer op keer na elkaar. Later wordt Baltar ernstig gewond wanneer bij een aanval een centurion explodeert en hij de wegvliegende metalen onderdelen tegen zich krijgt. Hij wordt verzorgd door Roslin. Op dat moment bekent hij tegen haar zijn aandeel in de aanval op de twaalf kolonies. Roslin scheurt het verband weer weg en hij begint hevig te bloeden. Enkele ogenblikken later brengt ze het verband toch weer aan.
Tijdens het laatste gevecht tussen de kolonisten en de rebellerende Cylons tegen de andere Cylons strijd Baltar zij aan zij met Caprica Six op de Galactica. Ze nemen het op tegen centurions. Tijdens het gevecht redden ze Hera, het kind van Athena zoals min of meer te zien was in de visioenen van Roslin, Athena en Caprica Six. Eenmaal aangekomen op de nieuwe Aarde begint Baltar een nieuw leven met Caprica Six op een boerderij.